# Vergilius (rilevatore di velocità)

Segnale di preavviso sulle autostrade italiane della presenza del Vergilius

Il sistema di rilevazione velocità Vergilius è un sistema per la misurazione della velocità media ed istantanea dei veicoli introdotto in Italia nel 2012 su alcuni tratti della rete di Anas in collaborazione con la Polizia Stradale.

## Storia
È stato introdotto per la prima volta sulla A2 del Mediterraneo, in via sperimentale, nel 2012, nel tratto tra Salerno e Sicignano degli Alburni. Nel 2015, dopo i collaudi definitivi, venne installato anche sul tratto Sicignano degli Alburni - Padula/Buonabitacolo.
Il 10 aprile 2018 la Corte d'Appello di Roma ha condannato Autostrade per l'Italia alla rimozione totale del Tutor dalle strade di sua competenza per violazione di brevetto, e di conseguenza anche Anas dovette spegnere i Vergilius, avendo utilizzato la stessa pratica dei Tutor per la rilevazione.
Il 16 luglio 2019 la Corte di Cassazione ha giudicato infondati i motivi con i quali la Corte d'Appello aveva disposto lo stop dei vecchi sistema Tutor e Vergilius, dato il riadattamento a standard più moderni (si è passato dal classico SICVE al SICVE-PM).
Di conseguenza Anas e Autostrade per l'Italia hanno riattivato i dispositivi.

## Funzionamento
Il Vergilius è costituito da una serie di postazioni di rilevamento, lontane anche diversi chilometri (di solito poste prima e dopo gli svincoli) che collegate a un computer consentono il calcolo della velocità sia istantanea sia media, come un normale Autovelox e Tutor.
Dove ci siano più rilevatori Vergilius (composti da una stazione di rilevazione detta 'entrata' e da una stazione detta 'uscita'), tutte le infrazioni rilevate dalle varie postazioni verranno intese come unica. Il computer selezionerà la più grave e la invierà al comando di Polizia per il verbale.
Ogni tratto non coperto da Vergilius annulla l'ipotesi di "stessa infrazione", quindi qualora l'eccesso di velocità perduri tanto a lungo da coprire più tratte sorvegliate da diversi sistemi Vergilius, potranno essere verbalizzate più di un'infrazione per la loro ripetizione in punti diversi.
In corrispondenza di ogni rilevatore Vergilius è installata un'apposita cartellonistica di preavviso, posizionata solitamente circa 1000 metri prima del primo rilevatore.

## Copertura del territorio
Sul sito di Anas è disponibile un elenco delle zone in cui è installato il Vergilius, con relativo chilometraggio.